# Chaetophiloscia almana
Chaetophiloscia almana là một loài chân đều trong họ Philosciidae. Loài này được Verhoeff miêu tả khoa học năm 1967.